# Família Maria
A família Maria são um grupo de asteroides que orbitam o Sol com distâncias entre cerca de 2,52 e 2,62 UA. Os asteroides desta família tipicamente têm uma inclinação orbital de 12 a 17 graus. A família recebe o nome do asteroide 170 Maria. É também conhecida como a família Roma, em homenagem ao seu pai alternativo, 472 Roma.
A família foi inicialmente identificada pelo astrônomo japonês Kiyotsugu Hirayama em 1918. 

## Membros desta família
A família consiste em 2 940 membros conhecidos com base no método HCM. Seus maiores membros são os asteróides 170 Maria e 472 Roma. 
| Name      | a     | e     | i      |
| --------- | ----- | ----- | ------ |
| 170 Maria | 2,553 | 0,065 | 14,40° |
| 472 Roma  | 2,545 | 0,094 | 15,80° |

| Name           | a     | e     | i      |
| -------------- | ----- | ----- | ------ |
| 292 Ludovica   | 2,529 | 0,034 | 14,92° |
| 652 Jubilatrix | 2,554 | 0,127 | 15,77° |
| 714 Ulula      | 2,535 | 0,058 | 14,27° |
| 787 Moskva     | 2,539 | 0,129 | 14,84° |
| 875 Nymphe     | 2,552 | 0,151 | 14,59° |
| 879 Ricarda    | 2,531 | 0,155 | 13,68° |
| 897 Lysistrata | 2,541 | 0,094 | 14,32° |
| 1158 Luda      | 2,564 | 0,112 | 14,85° |
| 1215 Boyer     | 2,578 | 0,133 | 15,91° |
| 2089 Cetacea   | 2,533 | 0,156 | 15,39° |
| 3066 McFadden  | 2,527 | 0,133 | 15,57° |

Embora o asteróide 695 Bella tenha propriedades orbitais que o tornam um candidato para esta família, as propriedades espectrais do objeto indicam que ele é provavelmente um intruso . Em vez disso, pode ter sido fragmentado de 6 Hebe, ou de seu corpo pai.